# 芥菜種的比喻

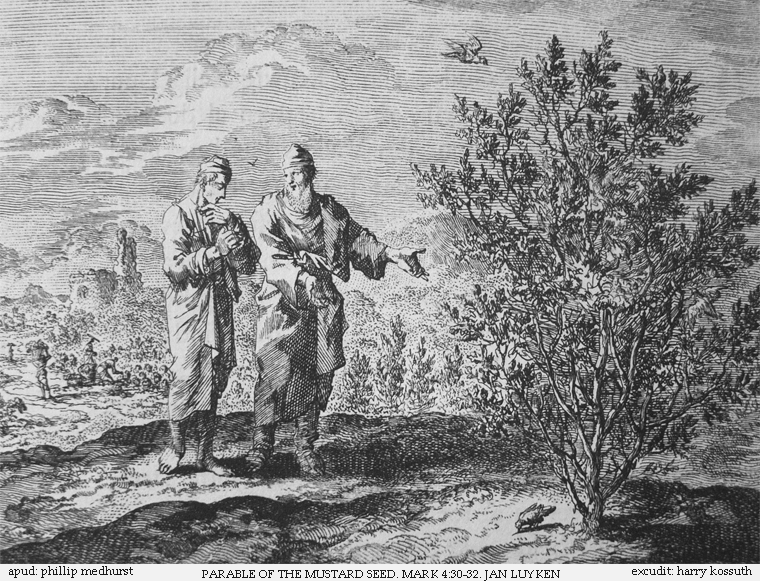
扬·吕肯繪製的聖經插畫描述了這個故事

芥菜種的比喻（英語：Parable of the Mustard Seed）是耶稣用的一个关于天國道理的比喻，有关天国福音始于卑微而不为天下所了解，终必成就以造福众生的谦卑、信实、服务的属性以及人的属灵生命的成长，被记载在三卷对观福音中的《马太福音》第13章第31-32节、《马可福音》第4章第30-32节和《路加福音》第13章第18-19节。在《马太福音》和《路加福音》的记载中，耶稣接着又用了一个类似的小比喻麵酵的比喻 。

## 圣经译文
|                                                                       | 又說，神的國，我們可用甚麼比較呢，可用甚麼比喻表明呢？ 好像一粒芥菜種，種在地裏的時候，雖比地上的百種都小； 但種上以後，就長起來，比各樣的菜都大， 又長出大枝來，甚至天上的飛鳥，可以宿在他的蔭下。 |
| ——《马太福音》第13章第31-32节 ＝《马可福音》第4章第30-32节 （和合本） | |

|                                          | 耶稣說，神的國，好像甚麼，我拿甚麼來比較呢？ 好像一粒芥菜種，有人拿去種在園子裡， 長大成樹，天上的飛鳥，宿在他的枝上。 |
| ——《路加福音》第13章第18-19节 （和合本） | |

## 介绍
芥菜籽在植物中可以算為最小的，但種在田裡的芥菜種子後來長大，而且成了樹，有飛鳥來住在這樹的枝子上。